# Fangquote
Unter einer Fangquote versteht man in der Fischerei eine als Produktionsquote festgesetzte Menge an Wassertieren (Speisefischen, Walen u. a.), die in einem abgegrenzten Gebiet während eines Zeitraumes gefangen werden dürfen. Sie werden z. B. durch die zulässige Gesamtfangmenge für eine Fischart (englisch Total Allowable Catch, TAC) ausgedrückt. Die zulässige Gesamtfangmenge sollte kleiner oder gleich dem maximalen nachhaltigen Ertrag (englisch Maximum Sustainable Yield, MSY) sein.
Für Deutschland und die gesamte Europäische Union werden die zulässigen Gesamtfangmengen auf EU-Ebene erlassen. Seit dem Inkrafttreten des Vertrags von Lissabon werden sie im ordentlichen Gesetzgebungsverfahren beschlossen, wobei Rat und Europäisches Parlament gleichberechtigt über Gesetzesinitiativen der Europäischen Kommission entscheiden. Die Festlegung der Fangquoten ist Teil der Gemeinsamen Fischereipolitik (GFP) und soll gewährleisten, dass die „europäische Fischwirtschaft zukunftsfähig bleibt und die Meeresumwelt nicht zerstört wird“. Für die meisten Fischbestände werden die TAC jährlich festgelegt, für Tiefseearten alle zwei Jahre.
Die festgelegten Fangquoten werden unter anderem durch Fischereibeobachter überwacht. Diese werden teilweise bedroht, und es gibt Fälle von verschwundenen Fischereibeobachtern. Bei der Vergabe der Lizenzen sollen auch schon Schmiergelder geflossen sein. Mit Stand November 2019 wird der größte isländische Fischereikonzern verdächtigt, namibische Minister bestochen zu haben, um die eigenen Fangquoten zu erhöhen.